# Парамонов, Василий Фёдорович
Василий Фёдорович Парамонов (1920—2014) — советский военный деятель и педагог, кандидат военных наук, генерал-майор. Первый заместитель командующего 53-й ракетной армии (1970—1975).  Начальник инженерного факультета Военной академии имени Ф. Э. Дзержинского (1975—1977).

## Биография
Родился 19 сентября 1920 года в Омске.
В 1939 году призван в ряды Рабоче-Крестьянской Красной армии. С 1939 по 1941 год обучался в Черкасском военно-пехотном училище. С 1941 по 1960 год служил в Сухопутных войсках СССР на различных командно-штабных должностях, в том числе командиром стрелкового взвода роты и батальона. С 1954 по 1958 год обучался в Военной академии имени М. В. Фрунзе. С 1958 по 1960 год служил в должностях заместителя командира мотострелкового полка и заместителем начальника оперативного отдела 18-го армейского корпуса.
С 1960 года служил в составе Ракетных войск стратегического назначения СССР на различных командно-штабных должностях, в том числе: с 1960 по 1961 год — заместитель командира и командир ракетного полка. С 1961 по 1964 год — начальник штаба 36-й гвардейской ракетной дивизии, на вооружении которой стояли первые межконтинентальные ракеты шахтного базирования «Р-16». C 1964 по 1969 год — командир 38-й ракетной дивизии, в составе 24-го отдельного ракетного корпуса. В частях дивизии под руководством В. Ф. Парамонова состояли стратегические пусковые ракетные установки с ракетой тяжёлого класса, способной нести термоядерный заряд и преодолевать мощную систему противоракетной обороны «Р-36». 
В 1967 году Постановлением СМ СССР ему было присвоено воинское звание генерал-майор.
С 1969 по 1970 год — заместитель командира 8-го отдельного ракетного корпуса. С 1970 по 1975 год — первый заместитель командующего и член Военного совета 53-й ракетной армии, в состав соединений армии входили стратегические ракетные комплексы с жидкостной двухступенчатой межконтинентальной баллистической ракетой шахтного базирования «УР-100», межконтинентальные баллистические ракеты «Р-16» и подвижный грунтовый ракетный комплекс с твердотопливной двухступенчатой баллистической ракетой средней дальности «РСД-10». С 1975 по 1977 год на научно-педагогической работе в Военной академии имени Ф. Э. Дзержинского в качестве начальника инженерного факультета.
С 1977 года в запасе.
Скончался 20 июня 2014 года в Москве, похоронен на Кунцевском кладбище.

## Награды
- Орден Красной Звезды
- Орден «За службу Родине в Вооружённых Силах СССР» III степени
- Медаль «За победу над Германией в Великой Отечественной войне 1941—1945 гг.»[1]